# Volumia!
Volumia! war eine Band aus Heerlen, Niederlande. Sie begannen als Coverband und entwickelten später ein originelles Repertoire niederländischer Lieder. Die Band existierte von 1993 bis 2002. Sie erreichten viele Male die niederländischen Top 40, holten eine Reihe von Auszeichnungen und goldenen Schallplatten.

## Soloprojekte
Nach 2002 starteten mehrere Bandmitglieder eine Solokarriere. Leadsänger Xander de Buisonje brachte in den Niederlanden und Belgien eine Solo-CD heraus. Der Saxophonist Harold Mingels aus Den Haag spielte mit den Crazy Piano's und später in seiner eigenen Gruppe The Corona's. Sängerin Tamara Hoekwater moderierte mehrere Programme für das TV-Sender L1, sang mit den Big Bands Swing Design mit Greg Walker (Santana) und The Jack Million Band in Nordamerika. Heute lebt sie in Amsterdam und spielt Jazzmusik.

## Diskografie

### Alben
| Jahr | Titel                  | Höchstplatzierung, Gesamtwochen, AuszeichnungChartsChartplatzierungen (Jahr, Titel, Platzierungen, Wochen, Auszeichnungen, Anmerkungen) | Anmerkungen                             |
| Jahr | Titel                  | NL | Anmerkungen                             |
| ---- | ---------------------- | --- | --------------------------------------- |
| 1998 | Volumia!               | NL1 ×2Doppelplatin · (87 Wo.)NL | Erstveröffentlichung: 24. April 1998    |
| 1999 | Wakker                 | NL10 Platin · (57 Wo.)NL | Erstveröffentlichung: 19. November 1999 |
| 2001 | Puur                   | NL4 Platin · (34 Wo.)NL | Erstveröffentlichung: 2. Juli 2001      |
| 2002 | Het beste van Volumia! | NL3 Gold · (25 Wo.)NL | Erstveröffentlichung: 5. April 2002     |

### Singles
| Jahr | Titel Album                         | Höchstplatzierung, Gesamtwochen, AuszeichnungChartsChartplatzierungen (Jahr, Titel, Album, Platzierungen, Wochen, Auszeichnungen, Anmerkungen) | Anmerkungen |
| Jahr | Titel Album                         | NL | Anmerkungen |
| ---- | ----------------------------------- | --- | ----------- |
| 1997 | Het Is Over Volumia!                | NL36 (3 Wo.)NL |             |
| 1998 | Afscheid Volumia!                   | NL4 (19 Wo.)NL |             |
| 1998 | Hou Me Vast Volumia!                | NL2 Gold · (18 Wo.)NL |             |
| 1999 | Blijf Bij Mij Wakker                | NL14 (8 Wo.)NL |             |
| 2000 | Hoe Lang Heb Ik Te Leven Wakker     | NL27 (5 Wo.)NL |             |
| 2001 | Eeuwig Zou Te Kort Zijn Puur        | NL26 (5 Wo.)NL |             |
| 2002 | Nog Één Keer Het beste van Volumia! | NL35 (2 Wo.)NL |             |

## Auszeichnungen für Musikverkäufe
| Goldene Schallplatte - Belgien - 1999: für das Album Volumia! |

Anmerkung: Auszeichnungen in Ländern aus den Charttabellen bzw. Chartboxen sind in ebendiesen zu finden.
| Land/RegionAuszeichnungen für Musikverkäufe (Land/Region, Auszeichnungen, Verkäufe, Quellen) | Gold     | Platin     | Verkäufe | Quellen     |
| -------------------------------------------------------------------------------------------- | -------- | ---------- | -------- | ----------- |
| Belgien (BRMA)                                                                               | Gold1    | —          | 20.000   | ultratop.be |
| Niederlande (NVPI)                                                                           | 2× Gold2 | 4× Platin4 | 470.000  | nvpi.nl     |
| Insgesamt                                                                                    | 3× Gold3 | 4× Platin4 |          |             |

## Auszeichnungen
4 TMF-Preise, 1 Rembrandt-Preis